# Tséhootsooí Diné Bi’Ólta’
Tséhootsooí Diné Bi’Ólta’ ist eine Navajo-Sprachimmersion-Schule in Fort Defiance im Apache County im US-Bundesstaat Arizona. Die Schule gehört zum Window Rock Unified School District und wurde 2004 gegründet. Sie hat sich der Bewahrung und Weitergabe der Navajo-Sprache und -Kultur verschrieben. Die Schüler werden vom Kindergarten bis zur achten Klasse (K–8) zweisprachig unterrichtet.

## Schulprofil
Der Unterricht erfolgt in den ersten Klassen vollständig auf Navajo. Ab der 2. Klasse wird Englisch stufenweise eingeführt. In der 6. Klasse findet der Unterricht etwa zur Hälfte auf Navajo und zur Hälfte auf Englisch statt. Der Lehrplan kombiniert die Bildungsstandards des Bundesstaates Arizona mit den kulturellen Bildungszielen der Navajo Nation.

## Sprachen und Pädagogik
In den Klassenstufen Kindergarten bis 1 erfolgt der Unterricht zu 100 % auf Navajo (Diné Bizaad). Englisch wird ab der 2. Klasse mit einem Anteil von ca. 10 % eingeführt und bis zur 6. Klasse auf 50 % gesteigert. Die Schule beschäftigt etwa 13 Navajo-Lehrkräfte und 5 Lehrkräfte für den englischsprachigen Unterricht.
Der Lehrplan integriert traditionelle Navajo-Inhalte wie Landwirtschaft, Mythen, Zeremonien und Ethik.

## Bedeutung und Wirkung
Die Schule ist ein Vorzeigeprojekt für den Erhalt der Navajo-Sprache durch Bildung. Sie erfüllte regelmäßig die bundesstaatlichen Leistungsstandards im Rahmen des No Child Left Behind Act. Der Schulerfolg und der Erfolg im beruflichen Leben ist bei den Absolventen deutlich höher als im Durchschnitt der Schulen in der Navajo Nation. Schüler nehmen an kulturellen Veranstaltungen, Sprachwettbewerben und Projekten zur Medienübersetzung teil, etwa bei der Synchronisation des Films „Finding Nemo“ auf Navajo.

## Standort und Verwaltung
Die Schule befindet sich in Fort Defiance, nahe der Grenze zu New Mexico, und wird von der Bildungsabteilung der Navajo Nation verwaltet. Sie ist integraler Bestandteil der schulischen und kulturellen Infrastruktur der Region.